# Rick Pijpers
Rick Pijpers (16 augustus 1967) is een Nederlandse acteur en ondernemer.
Rick Pijpers is een kleinzoon van de acteur Cees Pijpers en de musicus Eddy Noordijk. Hij debuteerde in maart 1985 in de rol van Jack Hunter in “De getatoeëerde roos” van Tennessee Williams. Later dat jaar vervolgde hij zijn toneelloopbaan in de musicalproductie In Holland staat een Huis van het Nooy's Volkstheater. In de periode 1985 tot 1990 speelde hij enkele gastrollen in televisieseries en bedrijfsfilms. Zijn laatste rol speelde hij in 1993 in de televisieserie Goede tijden, slechte tijden (GTST), waar hij een ober speelde. Rick Pijpers heeft zijn loopbaan vervolgd in het bedrijfsleven.   